# Bluebird K7

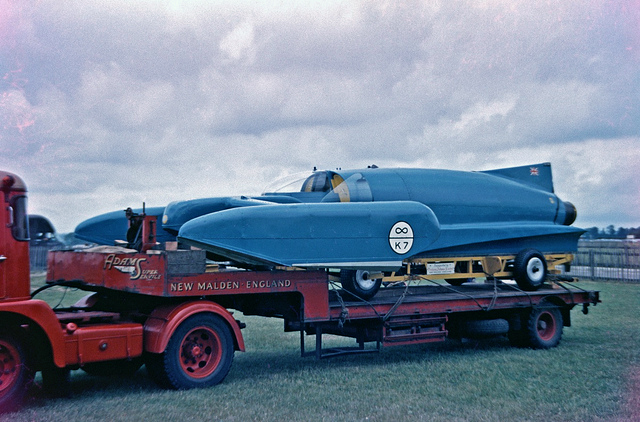
El Bluebird K7, en la cima de su éxito, exhibido en el circuito de Goodwood en julio de 1960.

El Bluebird K7 es un hidroplano turbopropulsado que, pilotado por el británico Donald Campbell (1921-1967), batió siete récords mundiales de velocidad náutica durante la segunda mitad de la década de 1950 y la de 1960. 
El K7 fue el primer hidroplano turbopropulsado exitoso, y fue considerado revolucionario en su momento, cuando se presentó en enero de 1955. Campbell y el K7 fueron los responsables de incrementar en casi 100 millas por hora (160 km/h) el récord mundial de velocidad náutico, llevándolo desde 178 millas por hora (286 km/h) a justo por encima de 276 millas por hora (444 km/h). Donald Campbell falleció en un accidente con el K7 (muy modificado) el 4 de enero de 1967, mientras trataba de conseguir su octavo récord mundial intentando superar las 300 millas por hora (480 km/h) en Coniston Water.

## Diseño
Donald Campbell empezó su carrera en pos de récords mundiales en 1949 tras la muerte de su padre, Sir Malcolm Campbell. Inicialmente, había utilizado el Bluebird K4 (el hidroplano construido por su padre en 1939, con motor Rols-Royce 'R' e impulsado por una hélice) para sus intentos, pero no fue acompañado por el éxito, y padeció numerosos frustrantes contratiempos. En 1951, el K4, que había sido profundamente modificado para aumentar su rendimiento, quedó destruido debido a un grave fallo estructural.
Tras la muerte de su rival John Cobb en un accidente con su hidroplano a reacción Crusader cuando se desplazaba a 200 millas por hora (320 km/h) durante un intento de récord en septiembre de 1952, Campbell empezó a desarrollar su propio diseño de hidroplano 100 % metálico propulsado por una turbina, el Bluebird K7, con el objetivo de batir el récord mundial, por entonces en poder del hidroplano estadounidense Slo-Mo-Shun IV.
Diseñado por Ken y Lew Norris, el K7 era un hidroplano a reacción de tres quillas, con un fuselaje de aluminio sobre un bastidor de acero. Construido en Samlesbury por Samlesbury Engineering, estaba propulsado por un turborreactor de flujo axial Metropolitan-Vickers Beryl, con un empuje de 3500 libras (16 kN). Como el Slo-Mo-Rehuir, pero diferente del Crusader de Cobb, los tres puntos de apoyo para el planeo se dispusieron dos delante y uno detrás, en un diseño similar a un tenedor, lo que hizo que desde el comienzo se comparara el Bluebird con un gran bogavante azul. 
Tanto el diseño como la construcción del K7 eran muy avanzados, con su bastidor de acero estructural ultra rígido. Tenía una velocidad de diseño de 250 millas por hora (400 km/h) y se mantuvo como el único hidroplano turborreactor del mundo hasta finales de la década de 1960.
La designación "K7" estaba derivada de su inscripción con el número 7 en la categoría unlimited del índice de la compañía aseguradora de barcos Lloyd's. Esta designación figuraba inscrita en un prominente círculo blanco orlado de negro sobre los carenados laterales, debajo de un símbolo del infinito.

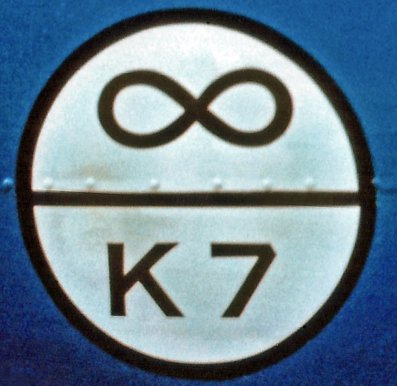
Inscripción "K7", referencia a su registro en la categoría "Unlimited" del Índice de Lloyd's.

## Récords del Bluebird K7
Campbell batió siete récords mundiales náuticos de velocidad con el K7 entre julio de 1955 y diciembre de 1964. La primera de estas marcas se consiguió en Ullswater el 23 de julio de 1955, donde consiguió una velocidad de 202,15 mph (324 km/h), pero solo después de muchos meses de pruebas y una remodelación importante del puente delantero del Bluebird. Sin embargo, a partir de este primer récord consiguió una serie sostenida de aumentos de velocidad a lo largo de la década siguiente, comenzando con una marca de 216 millas por hora (348 km/h) en 1955 lograda en el Lago Mead en Nevada. Posteriormente, consiguió otras cuatro nuevas plusmarcas en Coniston Water, donde Campbell y el Bluebird tenían una cita anual con el récord a finales de los años 1950, disfrutando del patrocinio significativo de la compañía petrolera Mobil, y posteriormente de BP. Campbell también realizó en Canandaigua (estado de Nueva York) en el verano de 1957 un intento sin éxito, debido a la carencia de unas condiciones adecuadas de agua tranquila. El Bluebird K7 se convirtió en una atracción muy popular, siendo exhibido frecuentemente en el Reino Unido, EE. UU., Canadá y Europa; y posteriormente en Australia durante el prolongado intento de Campbell de superar el récord mundial de velocidad en tierra en 1963-1964.
Para obtener más velocidad y dotar al hidroplano de una mayor estabilidad a altas velocidades, el K7 fue sutilmente modificado en la segunda mitad de la década de1950 para incorporar un carenado más eficaz y una cabina más aerodinámica. En 1958 se añadió a la aleta de cola un compartimento para alojar un paracaídas de frenado, modificando de nuevo detalles del carenado y el casco para mejorar su estabilidad.
Con estos cambios fue capaz de alcanzar 225 millas por hora (362 km/h) en 1956, con un pico de velocidad sin precedentes de 286,78 millas por hora (461,53 km/h) conseguido en la primera carrera, 239 millas por hora (385 km/h) en 1957, 248 millas por hora (399 km/h) en 1958 y 260 mph (420 km/h) en 1959.
Campbell entonces puso su atención en el récord de velocidad en tierra, con el objetivo de establecer una marca de 450 millas por hora (720 km/h). También había planeado lograr un séptimo récord náutico en el mismo año, convirtiéndose así en la primera persona en establecer ambos récords en el mismo año. Sin embargo, un grave accidente en el salar de Bonneville en agosto de 1960 cuando circulaba a 360 millas por hora (580 km/h) con el Bluebird CN7 le obligó a retrasar casi cuatro años estos planes. Finalmente, después de superar el récord mundial de velocidad en tierra sobre el lecho del Lago Eyre el 17 de julio de 1964 con 403,10 millas por hora (648,73 km/h) con el Bluebird CN7, batiría su séptima plusmarca de velocidad náutica el 31 de diciembre de 1964 en el lago Dumbleyung, en Australia Occidental, alcanzando las 276,33 millas por hora (444,71 km/h), con dos carreras a 283,3 mph (455,9 km/h) y a 269,3 mph (433,4 km/h), completadas a escasas horas del año nuevo de 1964.
Este último éxito convirtió a Campbell y al K7 en el piloto con el mayor número de récords de velocidad absoluta sobre el agua, además de ser el primero en batir las marcas acuática y terrestre en el mismo año. Tras este éxito, Campbell declaró que el K7 sería probablemente retirado para ser expuesto en un museo. Su casco contaba con diez años, su motor con catorce, y su velocidad de diseño de 250 millas por hora (400 km/h) había sido superada por encima de 30 mph (48 km/h) en numerosas ocasiones.

### Récords mundiales de velocidad náutica de Donald Campbell
| Velocidad                            | Vehículo    | Piloto          | Ubicación       | Fecha                    |
| ------------------------------------ | ----------- | --------------- | --------------- | ------------------------ |
| 202,32 millas por hora (325,6 km/h)  | Bluebird K7 | Donald Campbell | Ullswater       | 23 de julio de 1955      |
| 216,2 millas por hora (347,94 km/h)  | Bluebird K7 | Donald Campbell | Lago Mead       | 16 de noviembre de 1955  |
| 225,63 millas por hora (363,12 km/h) | Bluebird K7 | Donald Campbell | Coniston Water  | 19 de septiembre de 1956 |
| 239,07 millas por hora (384,75 km/h) | Bluebird K7 | Donald Campbell | Coniston Water  | 7 de noviembre de 1957   |
| 248,62 millas por hora (400,12 km/h) | Bluebird K7 | Donald Campbell | Coniston Water  | 10 de noviembre de 1958  |
| 260,35 millas por hora (418,99 km/h) | Bluebird K7 | Donald Campbell | Coniston Water  | 14 de mayo de 1959       |
| 276,33 millas por hora (444,71 km/h) | Bluebird K7 | Donald Campbell | Lago Dumbleyung | 31 de diciembre de 1964  |

## Intento de récord final
En mayo de 1966, Campbell decidió retrasar la retirada del K7 para intentar batir un nuevo récord de velocidad náutico: su objetivo, 300 mph (480 km/h).
Para mejorar significativamente las prestaciones del hidroplano, el K7 fue equipado con un turborreactor más ligero y más potente Bristol Siddeley Orpheus 701 procedente de un caza de adiestramiento Folland Gnat, cedido al proyecto por el Ministerio de Defensa, que desarrollaba un empuje de 4500 libras (20 kN). Las modificaciones y ajustes fueron realizados por los hermanos Norris, diseñadores del Bluebird K7, y Campbell planeó poder empezar las pruebas en Coniston Water en septiembre de 1966.
Trabajaron con un presupuesto cerrado, puesto que el patrocinio de la industria británica, que con tanto entusiasmo había apoyado sus primeras proezas, ya no estaba disponible en esta época. El coste estimado de modificar el K7 era de unas 10.000 libras, procedentes de sus propios recursos.
Los retrasos casi inevitables en el trabajo de modificación significaron que el K7 no pudo llegar a Coniston hasta comienzos de noviembre, con solo cuatro semanas de antelación antes del comienzo del invierno. A favor de Campbell y su equipo de ingeniería, al mando de Leo Villa, estaba su vasta experiencia. Si el clima lo permitía, Campbell estaba seguro de que el intento podría realizarse en poco más de 2 o 3 semanas.

### Bluebird K7: 1966 - 1967 especificaciones técnicas

#### Construcción
El casco del Bluebird K7 se reforzó el doble que el de una aeronave supersónica (para resistir 25 veces la aceleración de la gravedad). 
Constructor: Samlesbury Engineering; Bastidor tridimensional: tubos de acero al cromo-molibdeno de sección cuadrada extrusionados (sin soldadura longitudinal), fabricados por Accles & Pollock; Fuselaje:	aleación de aluminio ligera Birmabright; Quillas: fabricadas con angulares de aleación ligera y planchas para formar una sección de caja cuadrada hermética; Flotadores de planeo: fundiciones mecanizadas de aleación sólida; Uniones: remaches, tornillos de acero de alta resistencia, soldaduras, y pasta de montaje de cromato.

#### Motor
Tipo: turborreactor Bristol-Siddeley Orpheus 701 de una sola etapa, compresor axial de 7 etapas, 7 tubos de llama; Temperatura máxima en la cámara de la turbina 640 °C. Potencia (nominal) (lb empuje / kN) ( 4,500 / 20.02); Potencia máx. (aumentada) (lb empuje / kN) (5,277 / 23.53) (110%); Potencia máx. (bhp / kW a 328 mph) (4,623 / 3,446, a 10,450 rpm); Máx. Temperatura del reactor: 720 °C; Combustible: Keroseno (AVTUR DERD 2494)

#### Dimensiones
Longitud incluyendo el timón: 8,05 m; Ancho máximo: 3,20 m; Ancho del casco principal: 1,58 m; Altura incluyendo timón y aleta de cola: 2,45 m; Longitud de los flotadores laterales: 3,90 m, Peso total: 2637 kg.

## Accidente mortal
El 4 de enero de 1967, durante un intento de batir de nuevo su propio récord del mundo de velocidad náutica, el Bluebird K7 se desequilibró y se desintegró al chocar contra la superficie del agua.
Los restos de Donald Campbell y de su hidroplano fueron localizados por un equipo de buceadores en 2001 en Coniston Waters, más de 30 años después del accidente.